# Sandtapakul
Sandtapakul (Teledromas fuscus) är en fågel i familjen tapakuler inom ordningen tättingar.

## Utseende
Sandtapakulen är en enfärgad brun traststor fågel. Jämfört med liknande fåglar som törnfåglar, kanasteror och minerare har den kortare och tjockare näbb. Stjärten hålls vanligen rest. 

## Utbredning och systematik
Fågeln förekommer i sluttningarna i Anderna i Argentina (sydvästra Salta till Rio Negro). Den placeras som enda art i släktet Teledromas. 

## Levnadssätt
Sandtapakulen hittas i ökenartade områden. Den ses generellt på marken eller i låg vegetation, enstaka eller i par.

## Status
Arten har ett stort utbredningsområde och beståndet anses stabilt. Internationella naturvårdsunionen IUCN listar den därför som livskraftig (LC).